# Youn Yuh-jung
Youn Yuh-jung (윤여정?, Yun Yeo-jeongLR; Kaesŏng, 19 giugno 1947) è un'attrice sudcoreana, vincitrice dell'Oscar alla miglior attrice non protagonista nel 2021 per il film Minari.

## Biografia

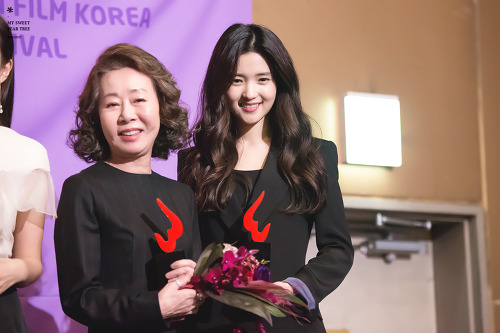
Youn Yuh-jung con Kim Tae-ri nel 2016

Youn Yuh-jung è nata nel 1947 a Kaesŏng ed è cresciuta a Seul. Suo padre è morto quando lei era giovane. Ha due sorelle, una delle quali, Youn Yeo-soon è un'ex dirigente di LG Group. Ha frequentato le scuole superiori alla Ewha Girls High School e si è poi laureata all'Università Hanyang di Seul in lingua e letteratura coreana. Nel 1966, mentre studiava all'Università, partecipò con successo a un'audizione dell'emittente TBC. Messi da parte gli studi, esordì dunque come attrice in un drama televisivo l'anno seguente. Nel 1971, recitò in due ruoli principali da femme fatale che le diedero una notevole popolarità in patria: il primo fu nel successo di pubblico e critica Hwanyeo di Kim Ki-young, per il quale vinse diversi premi, mentre il secondo fu quello di Jang Hui-bin, concubina reale della dinastia Joseon, in un drama in costume per la MBC.
Youn era apprezzata in modo particolare per la sua lontananza dai canoni di bellezza e recitazione tipici dell'industria dell'intrattenimento coreana dell'epoca, rendendola simbolo della "donna moderna della nuova generazione". All'apice della sua fama, si ritirò dalle scene dopo aver sposato il cantante Jo Young-nam nel 1975, andando a vivere negli Stati Uniti. Tornò in patria nel 1984 e riprese a recitare, divorziando dal marito nel 1987. Youn riuscì poi a imporsi nuovamente con una serie di ruoli da non protagonista, a partire da La moglie dell'avvocato (2003) fino a vincere un Asian Film Award per The Housemaid (2010). Nel 2021 consacra la sua fama anche in occidente, partecipando al film Minari. Per questo ruolo, vince numerosi premi, tra cui lo Screen Actors Guild Award, il premio BAFTA e, con la vittoria dell'Oscar alla miglior attrice non protagonista, è divenuta la prima interprete della Corea del Sud a vincere un premio Oscar. Nel 2022 è la co-protagonista della serie TV Pachinko - La moglie coreana.

## Filmografia

### Cinema
- Hwanyeo, regia di Kim Ki-young (1971)
- Chungnyeo, regia di Kim Ki-young (1972)
- Cheonsa-yeo angnyeoga doera, regia di Kim Ki-young (1995)
- La moglie dell'avvocato (Baramnan gajok), regia di Im Sang-soo (2003)
- The President's Last Bang, regia di Im Sang-soo (2005)
- Urideur-ui haengbokhan sigan, regia di Song Hae-sung (2006)
- Oraedoen jeong-won, regia di Im Sang-soo (2006)
- Garujigi, regia di Shin Han-sol (2008)
- Hahaha, regia di Hong Sang-soo (2010)
- The Housemaid (Hanyeo), regia di Im Sang-soo (2010)
- Pureun sogeum, regia di Lee Hyun-seung (2011)
- Don-ui mat, regia di Im Sang-soo (2012)
- In Another Country (Dareun nara-eseo), regia di Hong Sang-soo (2012)
- Goryeonghwa gajok, regia di Song Hae-sung (2013)
- La collina della libertà (Jayu-ui eondeok), regia di Hong Sang-soo (2014)
- Na-ui jeolchin akdangdeul, regia di Im Sang-soo (2015)
- Jigeum-eun matgo geuttaeneun teullida, regia di Hong Sang-soo (2015)
- Minari, regia di Lee Isaac Chung (2020)
- Nido di vipere, regia di Kim Yong-hoon (2020)
- Heaven: Haengbog-ui nararo, regia di Im Sang-soo (2021)
- The Wedding Banquet, regia di Andrew Ahn (2025)

### Televisione
- Heo Jun – serie TV (1999-2000)
- Geudeur-i saneun sesang – serie TV (2008)
- The King 2 Hearts (Deoking tuhacheu) – serie TV (2014)
- Cham joh-eun sijeol – serie TV (2014)
- Producer (Peurodyusa) – serie TV, 2 puntate (2015)
- Sense8 – serie TV, 6 episodi (2015-2017)
- Dear My Friends (Dieo mai peurenjeu) – serie TV, 16 puntate (2016)
- Pachinko - La moglie coreana (Pachinko) – serie TV, 8 episodi (2022)

## Riconoscimenti
- Premio Oscar
  - 2021 – Miglior attrice non protagonista per Minari[6]
- Premio BAFTA
  - 2021 – Miglior attrice non protagonista per Minari
- Premio Daejong
  - 1971 – Miglior attrice emergente per Hwanyeo
  - 2004 – Candidatura alla miglior attrice non protagonista per La moglie dell'avvocato
  - 2010 – Miglior attrice non protagonista per The Housemaid
  - 2013 – Miglior attrice per Goryeonghwa gajok
  - 2016 – Candidatura alla miglior attrice per Gyechun Halmang
- Asian Film Awards[5]
  - 2011 – Miglior attrice non protagonista per The Housemaid
- Premio Gopo
  - 2021 – Premio speciale
- Boston Society of Film Critics Awards
  - 2020 – Migliore attrice non protagonista per Minari
- Chicago Film Critics Association Awards
  - 2020 – Candidatura alla miglior attrice non protagonista per Minari
- Critics' Choice Awards
  - 2021 – Candidatura alla miglior attrice non protagonista per Minari
- Gotham Independent Film Awards
  - 2020 – Candidatura alla migliore attrice per Minari
- Independent Spirit Awards
  - 2021 – Miglior attrice non protagonista per Minari
- Los Angeles Film Critics Association Awards
  - 2020 – Miglior attrice non protagonista per Minari
- National Board of Review Awards
  - 2021 – Miglior attrice non protagonista per Minari
- National Society of Film Critics Awards
  - 2021 – Candidatura alla miglior attrice non protagonista per Minari
- Satellite Award
  - 2021 – Candidatura alla migliore attrice non protagonista per Minari
- Screen Actors Guild Award
  - 2021 – Migliore attrice non protagonista per Minari
  - 2021 – Candidatura alla miglior cast cinematografico per Minari

## Doppiatrici italiane
Nelle versioni in italiano nelle opere in cui ha recitato, Youn Yuh-jung è stata doppiata da:
- Graziella Polesinanti in Minari, Pachinko - La moglie coreana
- Doriana Chierici ne La moglie dell'avvocato
- Aurora Cancian in The Housemaid
- Sonia Scotti in In Another Country
- Monica Pariante in Nido di vipere